# Ligularia thomsonii
Ligularia thomsonii là một loài thực vật có hoa trong họ Cúc. Loài này được (C.B.Clarke) Pojark. mô tả khoa học đầu tiên năm 1949.